# Hemithrinax ekmaniana
Hemithrinax ekmaniana är en enhjärtbladig växtart som beskrevs av Karl Ewald Maximilian Burret. Hemithrinax ekmaniana ingår i släktet Hemithrinax och familjen Arecaceae. IUCN kategoriserar arten globalt som akut hotad. Inga underarter finns listade i Catalogue of Life.

## Bildgalleri

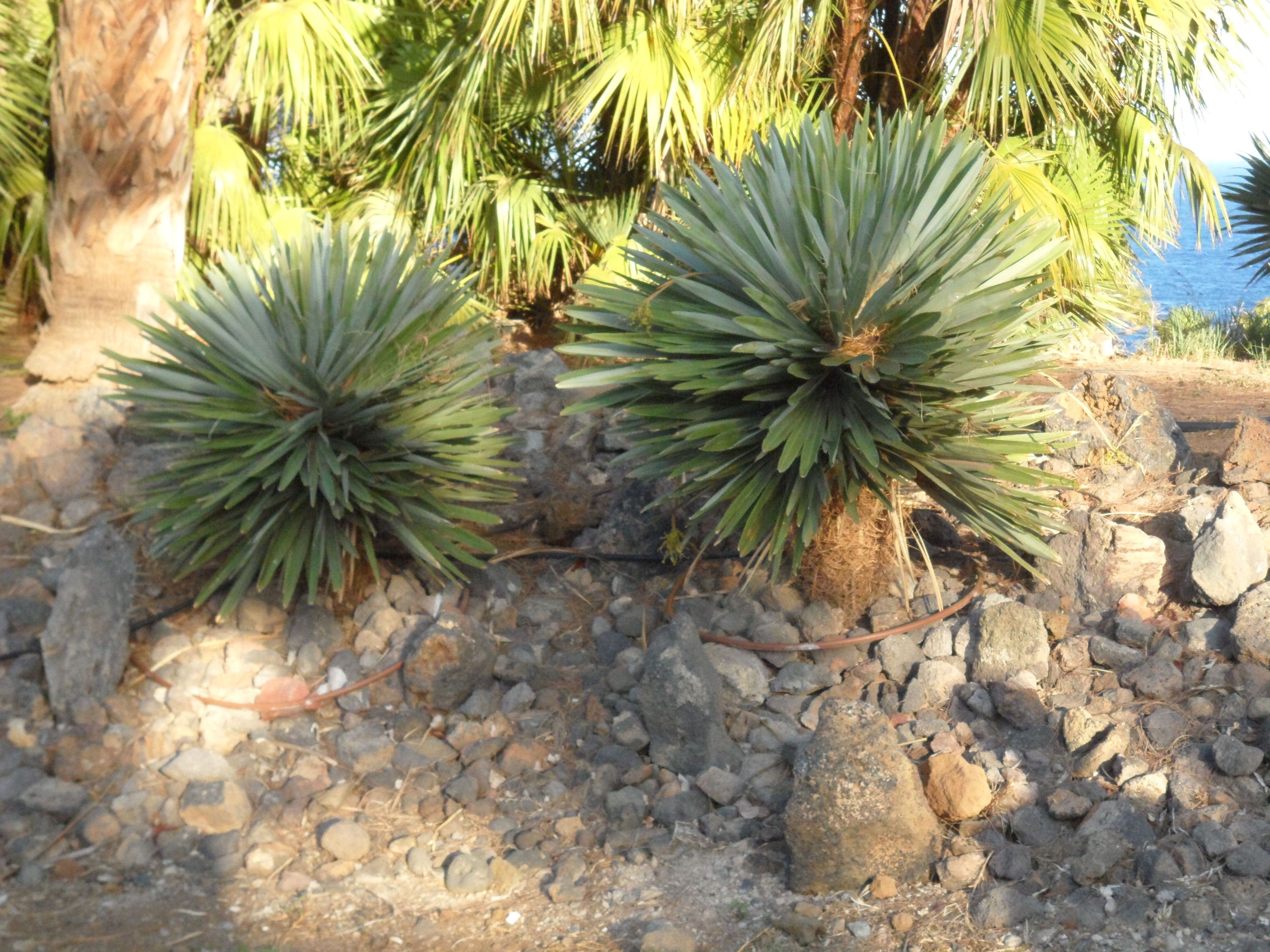